# Projeto de Pedro Paulino Guimarães para o Plano Piloto de Brasília

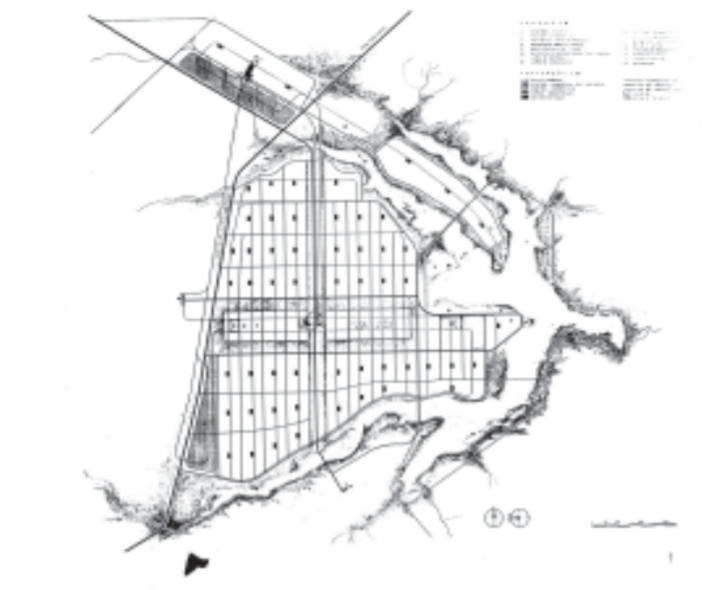
Projeto de Pedro Paulino Guimarães para o Plano Piloto de Brasília.

O Projeto de Pedro Paulino Guimarães para o Plano Piloto de Brasília foi um dos 26 esboços de construção para a capital federal participantes do Concurso para o Plano Piloto de Brasília, realizado em 1957. O projeto de Pedro Paulino Guimarães determinava uma infraestrutura em dois eixos e baseava-se nas principais referências urbanísticas internacionais da época, ao distribuir a cidade nos braços do lago e focando na preservação do meio ambiente.

## Contexto

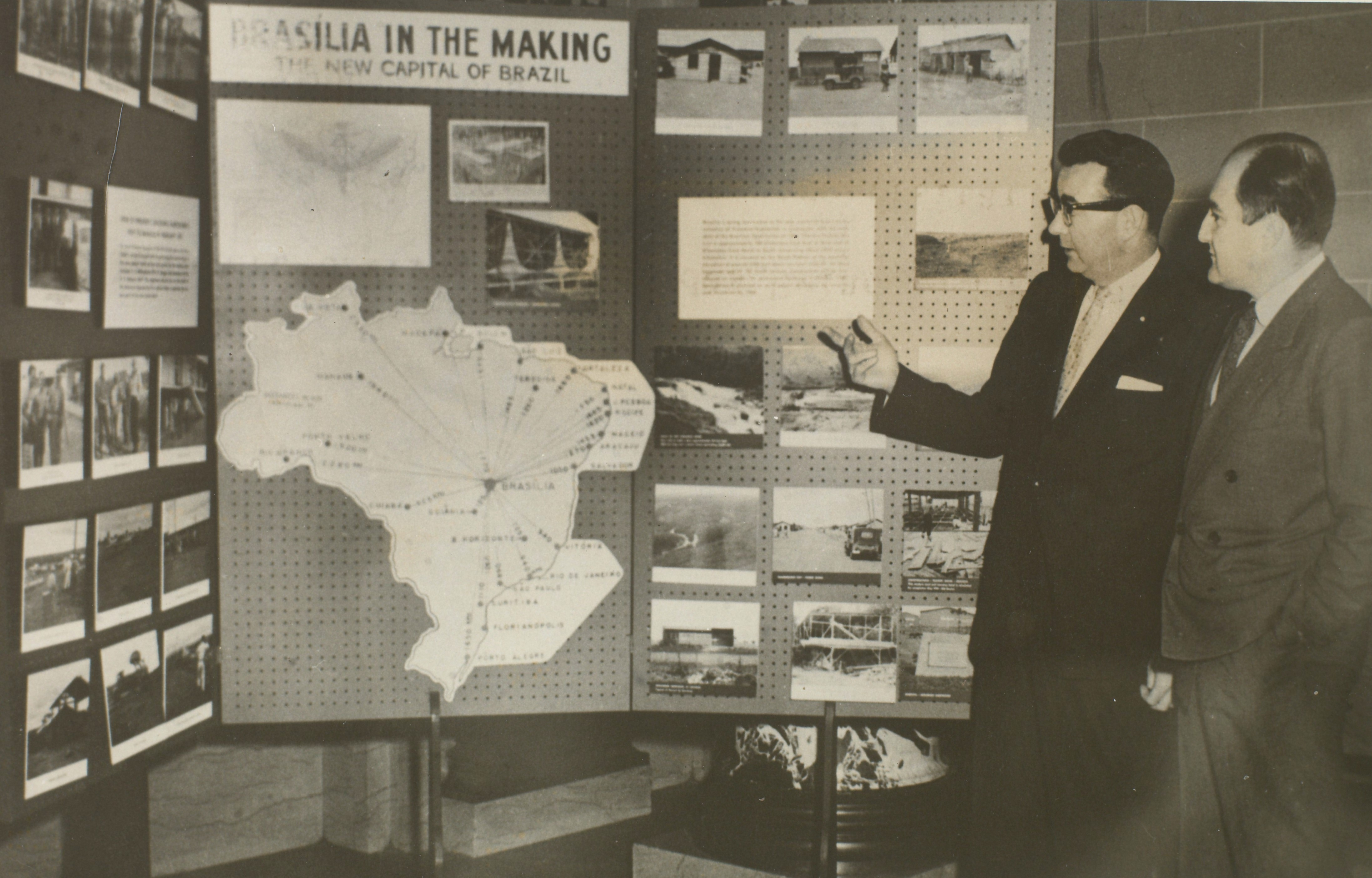
Exposição fotográfica dos planos de Brasília.

Em 1956, o então Presidente da República, Juscelino Kubitschek, que tinha como uma de suas principais metas de governo a transferência da capital federal do Rio de Janeiro para o Planalto Central e estava em seu primeiro ano de mandato, anunciou o Concurso para o Plano Piloto de Brasília, processo licitatório este que teve edital publicado no Diário Oficial da União, no dia 30 de setembro daquele ano e foi organizado pela Comissão de Planejamento da Construção e da Mudança da Capital Federal, comissão criada por Kubitschek após Oscar Niemeyer, arquiteto de sua confiança, recusar-se a realizar o projeto urbanístico, optando e se responsabilizando apenas pelo planejamento arquitetônico das edificações.
As condições e normas previstas no documento compreendiam a participação exclusiva de pessoas físicas ou jurídicas domiciliadas no país, regularmente habilitadas para o exercício da engenharia, da arquitetura e do urbanismo e um plano de cidade, transcrito em papel com tinta e cópia heliográfica, contendo um traçado básico, indicando a disposição dos principais elementos da estrutura urbana, projetada para quinhentas mil pessoas em uma área de cinco mil quilômetros quadrados, com um relatório de justificativa dos cálculos e do esquema cartográfico.
Ao todo, foram realizadas 62 inscrições no concurso, entre pessoas físicas e jurídicas, sendo a maioria esmagadora de pessoas físicas, das quais algumas se dividiram em equipes para a idealização das propostas, que totalizaram 26 anteprojetos. O plano de Pedro Paulino Guimarães foi feito em equipe com Luiz Mario Sarmento Brandão, José Lambert de Mattos Dodibei, Theodore Ding-Wen Wu, Carlos Enrique Virviescas Pinzón, Róger Solórzano Marín e Luiz Mariano Paes de Carvalho, que ficou responsável somente pelo planejamento agrícola. No cadastro, o plano estava como o anteprojeto de número 21.

## Proposta

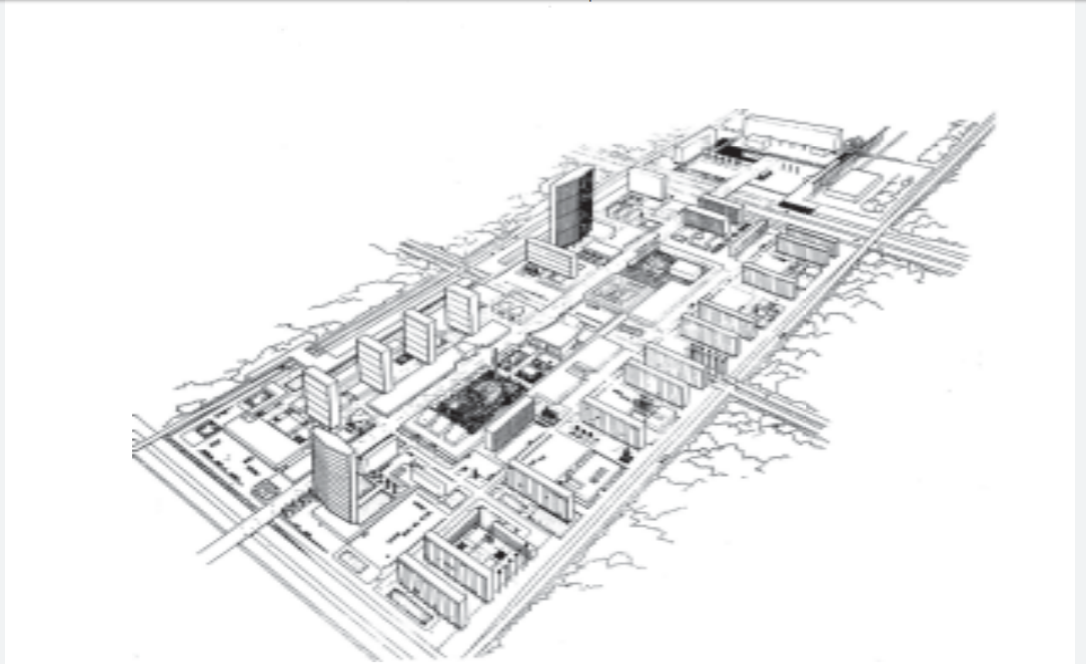
O Centro Cívico no projeto de Pedro Paulino Guimarães para o Plano Piloto de Brasília.

O projeto de Pedro Paulino Guimarães para o Plano Piloto de Brasília foi baseado nas principais referências urbanísticas internacionais, com ênfase nos princípios da vertente orgânica de Frank Lloyd Wrigh, que tem como uma de suas premissas o diálogo com os elementos naturais do sítio, e nos princípios de Lewis Munford, que traz a característica da vertente culturalista para a cidade. Assim, sua proposta compreendia a construção de uma cidade distribuída nos braços do lago, conservando as matas existentes e controlando estritamente a exploração do solo na atividade agrícola a fim de evitar a degradação do meio ambiente. O plano buscava, ainda, garantir a valorização da cultura da comunidade, com um arquitetura heterogênea que valorizasse a diversidade social da população brasileira. 

## Decisão do júri
O júri do concurso, composto por dois representantes da Companhia Urbanizadora da Nova Capital do Brasil (Novacap), um representante do Instituto de Arquitetura do Brasil, um representante do Clube de Engenharia e dois urbanistas estrangeiros, deveria selecionar dez finalistas, embora somente os cinco primeiros classificados fossem receber premiações, sendo um milhão de cruzeiros para o primeiro lugar, quinhentos mil cruzeiros para o segundo lugar, quatrocentos mil cruzeiros para o terceiro lugar, trezentos mil cruzeiros para o quarto lugar e duzentos mil cruzeiros para o quinto lugar. O resultado foi divulgado no Diário Oficial da União no dia 25 de março de 1957, sendo eleito vencedor o projeto do arquiteto e urbanista Lúcio Costa, proposta que se caracterizava, principamente, por um Eixo Rodoviário e um Eixo Monumental, e foi executada. Já a equipe de Pedro Paulino Guimarães, mesmo não estando entre os cinco projetos premiados, foi uma das dez escolhidas para compor o quadro de autores finalistas que conceberiam, definitivamente, a Nova Capital.